# أقواس بريش
أقواس بريش هي جماعة قروية ضمن عمالة طنجة أصيلة شمال المملكة المغربية و هي تابعة لقيادة الغربية و التي تقع ضمن دائرة أصيلة ، و يحد الجماعة شمالا الجماعة القروية بوخالف و غربا المحيط الأطلسي و جنوبا مدينة أصيلة و شرقا الجماعتين القرويتين : الخلوة والمنزلة . ما يعني مساحة تعادل 59 كلم مربع . تأوي جماعة أقواس بريش 3.988 نسمة حسب توقعات سنة 2013 .

## التسمية
تتكون تسمية الجماعة من شقين هما : (أقواس) في إشارة للموقع الأثري الأقواس المتواجد على الشريط الساحلي للجماعة على مصب نهر غريفة و يعود هذا الموقع إلى الفترة البونية المورية (القرن السادس قبل الميلاد) . و (بريش) في إشارة إلى مدشر بريش الذي يمثل أحد أقدم المداشر بالجماعة كما يمثل مركزها الإداري .

## المداشر و القرى
يتكون تراب الجماعة من 14 مدشرا مختلف الحجم هي :
أولاد البقال - أولاد العلوج - أولاد المهدي - أولاد عمار - أولاد مسعود - أولاد يوسف - بريش (المركز) - سيدي مسعود - الشرفاء - الشقاقرة - عين ابن عمار - عين الجديوي - القطبيين - الكحاوشة . و تنتمي هذه المداشر إلى فرقة أولاد خلوف بقبيلة الغربية .

## الجغرافيا
أقواس بريش عبارة عن شريط ساحلي يمتد من مصب نهر تاهدارت إلى شمال مدينة أصيلة على مساحة 59 كلم مربع ، وبالتالي فهي منطقة سهلية تتخللها بعض التلال التي تتجمع في الناحية الشمالية الشرقية للجماعة . و يصل معدل الارتفاع بها إلى 51 متر ، في حين يتراوح الارتفاع عموما بين 0 متر عند الشاطئ و 241 متر بتلة ظهر المسن في المنطقة الغابوية شمال شرق الجماعة .

### المساحة
تقدر مساحة الجماعة ب 59 كلم مربع ، منها 3.344 هكتار من الغابات أي أنها تشكل أكثر من 55 بالمئة من مساحة الجماعة ، و تتجمع هذه الغابات بشكل كبير على مجرى نهر تاهدارت شمالا و بشكل كبير في الجزء الشمالي الشرقي الذي يعد غير مأهول بالسكان بشكل كامل .

### الشريط الساحلي
تتوفر الجماعة على شريط ساحلي بطول 16.1 كيلومتر يمتد على طول الجانب الغربي للجماعة . ابتداء من دلتا نهر تاهدارت شمالا و حتى شواطئ مدينة أصيلة جنوبا ، و تنتشر الشواطئ الرملية على طول هذا الشريط الساحلي ، كما تتواجد عليه أربع قرى هي : بريش - الشرفاء - أولاد المهدي و أولاد مسعود .

### الموارد المائية
انطلاقا من موقعها على حافة المحيط الأطلسي ، تتوفر الجماعة القروية أقواس بريش على عدة مجاري مائية و يتعلق الأمر بأنهار :
غريفة - الردة - الحاشف و تاهدارت ، كما يتواجد على أراضي الجماعة جزء مهم من بحيرة تاهدارت و التي تمتد في المنطقة الشمالية للجماعة على مساحة 2.740 هكتار .

## التاريخ

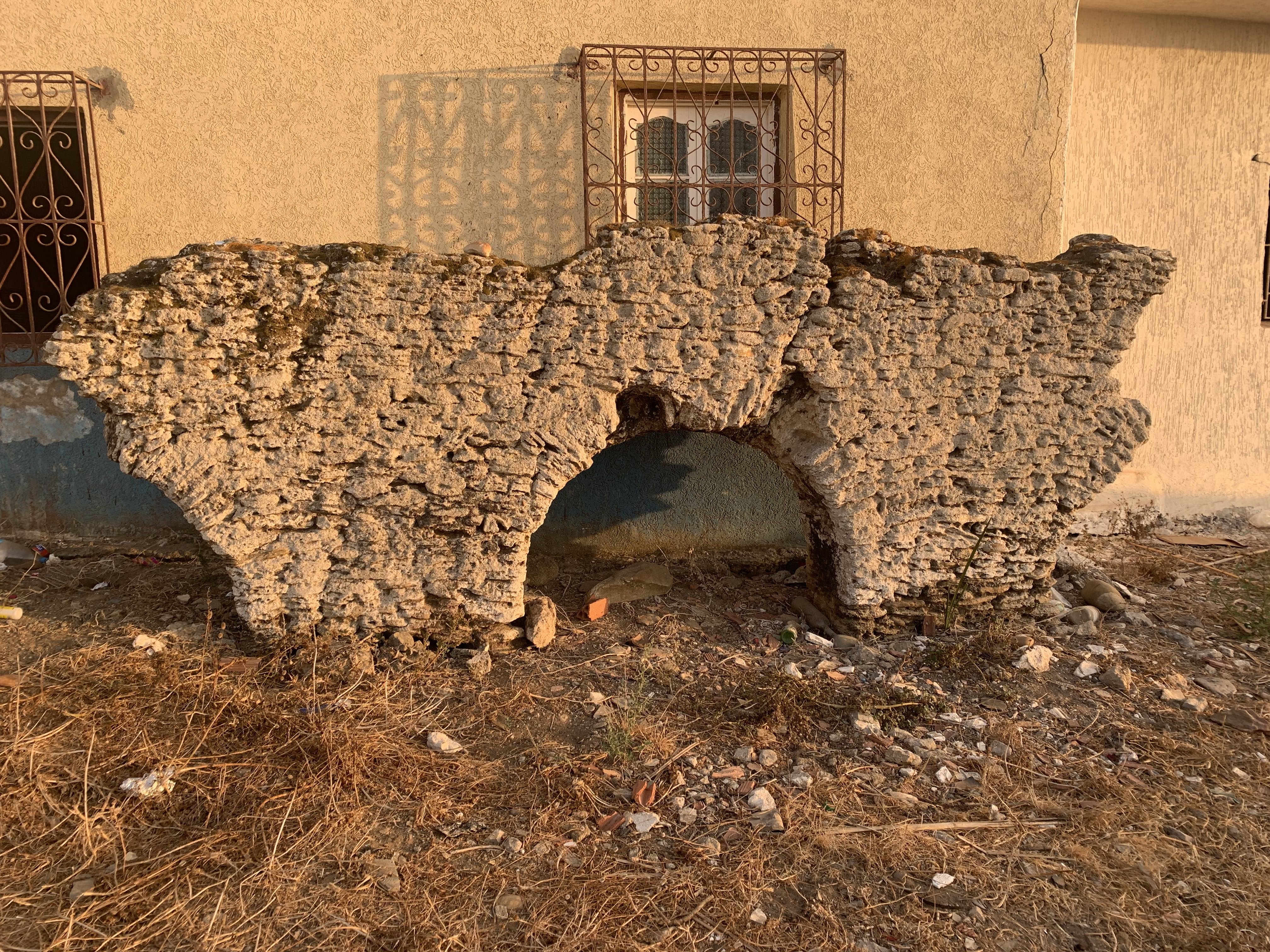
قوس من أقواس بريش

تعد منطقة أقواس بريش من أقدم المناطق المأهولة بشريا في المغرب . فقد جعلتها مميزاتها الجغرافية المتميزة بانتشار السهول و التواجد على حافة المحيط الأطلسي و غير بعيد عن أعمدة هرقل مكانا لالتقاء الحضارات القديمة بدأ بالأمازيغ القدامى و اليونانيين و انتهاءا بالبيزنطيين مرورا بالفينيقيين و القرطاجيين و الرومان و الوندال .
و تتواجد بالجماعة عدة مواقع أثرية تعود لفترات ما قبل الإسلام مثل : (مرسى تاهدارت) - (مرسى واد الردة) و (الأقواس) . و تعود هذه المواقع لفترات متباينة و مختلفة ، كما أنها تمثل شاهدا على قدم تواجد التجمعات البشرية بالجماعة .
خلال الفتح الإسلامي ، كانت منطقة أقواس بريش منطقة تابعة لقبيلة بني زنون الهوارية ، و خلال القرون الإسلامية الأولى هاجر معظم أبناء هذه القبيلة إلى شمال الأندلس حيث عرفوا ب بني ذي النون و كان لهم باع طويل في تاريخ الأندلس . و قد ظلت المنطقة شبه فارغة من السكان باستثناء بعض القرى المتناثرة و مدينة نبرش التي كانت تعتبر مركز قبيلة بني زنون كما كانت عبارة عن ميناء هام للهجرة إلى الأندلس .
ابتداء من سنة 1471 و بعد احتلال مدينةأصيلة المجاورة بدأت مدينة نبرش تفقد أهميتها الجغرافية و التجارية و قام العديد من السكان بإخلائها متجهين نحو الشرق فرارا من الغارات البرتفالية المتواصلة ، في حين أصبحت المدينة عبارة عن رباط و خط دفاعي لمواجهة برتغاليي أصيلة كما أنها مثلت منفذا بحريا هاما استخدم خلال هذه الفترة كميناء للقراصنة ، كما استخدم أيضا كميناء لاستقبال المهاجرين الأندلسيين .
بعد استرداد مدينة أصيلة سنة 1550 ، عرفت منطقة أقواس بريش نشاطا ديموغرافيا هاما تمثل في الهجرات الأندلسية المتواصلة و المنطلقة بشكل كبير من منطقة غرب الأندلس (البرتغال) و هذا ما جعل الجبليون يسمون هذه التجمعات السكانية بالغربية نسبة إلى غرب الأندلس و من المداشر المنشأة خلال هذه الفترة مداشر : عين الجديوي - القطبيين و الشقاقرة .
كما استقبلت المنطقة هجرة هامة خلال هذه الفترة و هي عبارة عن مجموعة من البرتغاليين الذين اعتنقوا الإسلام و هاجروا إلى المنطقة ، و قد سماهم الأهالي بالعلوج و هو جمع علج و هي كلمة كانت تطلق قديما على الأوروبي المسلم من أصول مسيحية . و يتركز وجود أبناء هذه المجموعة بمدشر أولاد العلوج ، و قد كان لهؤلاء اهتمام كبير بعمليات القرصنة حيث عرفوا بقراصنة حوز أصيلة الشمالي .
لكن تبقى أهم فترة في تاريخ تعمير المنطقة هي عهد السلطان محمد الثالث بن عبد الله العلوي (1757-1790) الذي أمر بنقل عدة مجموعات سكانية نحو المنطقة بهدف تعميرها و تقسم هذه المجموعة إلى مجموعتين فرعيتين حسب الأصول هما : جبالة و القادمين من قبائل : أهل سريف - بني عروس و بني گرفط ، والذين أنشؤوا مداشر : أولاد البقال - الشرفاء و عين ابن عمار ، و بني هلال الذين استقدمهم من منطقة الشاوية و الذين أنشؤوا مداشر : أولاد مسعود - سيدي مسعود - أولاد عمار - الكحاوشة - أولاد يوسف و أولاد المهدي.

## المواقع الأثرية

### الموقع الأثري الأقواس
يعد الموقع الأثري الأقواس الموقع الأكثر شهرة بالجماعة و هو يقع على مصب نهر غريفة على المحيط الأطلسي على بعد 7 كيلومترات شمال أصيلة . و هو موقع يعود للفترة المورية البونية خلال القرن السادس ما قبل الميلاد ، و يتكون من تجمع سكني و عدة مصانع للخزف و أخرى لنقيع السمك المملح الذي عثر على بعض منه في اليونان و بالأخص بمدينتي أولمبيا وكورنثيا .
ظل الموقع نشيطا حتى خلال الفترة الرومانية حيث عرف الموقع باسم : رأس هيرميس  cap hermis و قد تم العثور بالمنطقة على قناة رومانية بطول 400 متر كما تم العثور على عدة أحواض رومانية تمثل جزءا من مصانع تمليح السمك.

### الموقع الأثري مرسى تاهدارت
يتواجد موقع مرسى تاهدارت الأثري على الضفة اليسرى لمصب نهر تاهدارت على بعد 15 كيلومتر شمال مدينة أصيلة و يتكون المجمع من مناطق سكنية و أخرى صناعية تختص في تمليح السمك و صناعة الخزف و تعود هذه المنطقة للفترة الرومانية خلال القرن الأول قبل الميلاد .

### الموقع الأثري مرسى واد الردة
يقع موقع مرسى واد الردة على الضفة اليسرى لمصب نهر الردة و على بعد 300 متر فقط من دلتا النهر ، و هو عبارة عن ميناء أنشئ في العهد الروماني كنقطة تجارية و كمنفذ بحري لمدينة زليل ، و قد تم العثور بالمرسى على قطع خزفية و معدنية تعود للفترة الرومانية ، كما تم العثور على بقايا صحن فينيقي ، لكن لا يوجد دليل يثبت استعمال المرسى من طرف الفينيقيين . كان المرسى يتوفر أيضا على رصيف بحري و سور يحيط بالتجمع السكني المحاذي للمرسى و لا تزال بقايا هذه البنايات واضحة.

### الموقع الأثري حائط الموت
تقع منطقة حائط الموت على الساحل الأطلسي على بعد 12 كيلومتر شمال مدينة أصيلة و هي عبارة عن مخازن كبرى و تحت أرضية لقذائف المدافع تعود لفترة الحرب العالمية الثانية استعملت من طرف قوى الحلفاء . و يتوفر المجمع على مخازن تحت أرضية و خنادق و ساحة نصف دائرية استعملت كمحطة لإنزال الطائرات الحربية.

## بريش

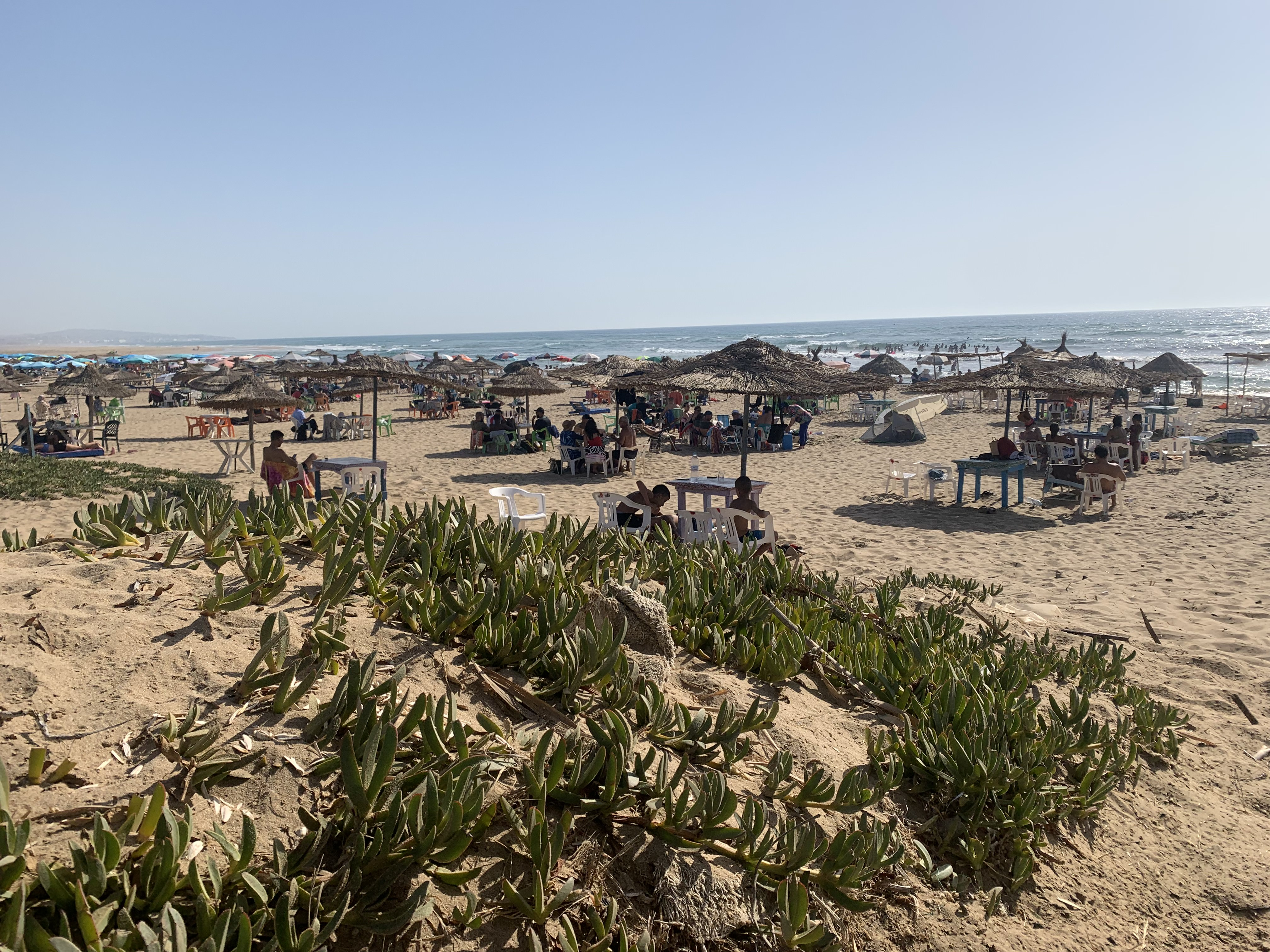
شاطئ بريش

تعود فترة إنشاء بريش إلى العقود القليلة ما قبل الإسلام حيث كانت تحت مسمى نبرش مركزا مهما لقبائل هوارة و خصوصا لقبيلة بني ذي نون ، و خلال العهد الإسلامي تحولت المدينة إلى مركز حضاري مهم على الطريق الرابطة بين أصيلة وطنجة ، كما اعتبرت منطقة عبور أساسية لسواحل غرب الأندلس .
خلال فترة الاحتلال البرتغالي لمدينة أصيلة ، عرفت المدينة هبوط ديموغرافي حاد مرده للهجرة التي انطلقت منها باتجاه الشرق هربا من البرتغاليين ، حيث كان من المحتمل مهاجمتها من طرف الحامية البرتغالية بأصيلة ، في حين تحولت أهمية المدينة من نقطة تجارية و ثقافية إلى نقطة عسكرية شكلت رباطا لأمراء جبل حبيب و بني گرفط .
بالرغم من تردي الأوضاع الاقتصادية بالمدينة خلال القرن 16 ، استقبلت نبرش العديد من المهاجرين من غرب الأندلس و هم الذين قاموا بتحويل اسمها من نبرش إلى بريش نسبة لعائلة بري التي كانت تعتبر من كبريات عائلات المدشر . و كلمة بريش هي صيغة جمع لبري و هذه الصيغة رائجة في بعض اللهجات الجبلية حيث تستعمل السين القشتالية (ش) للدلالة على الجمع .

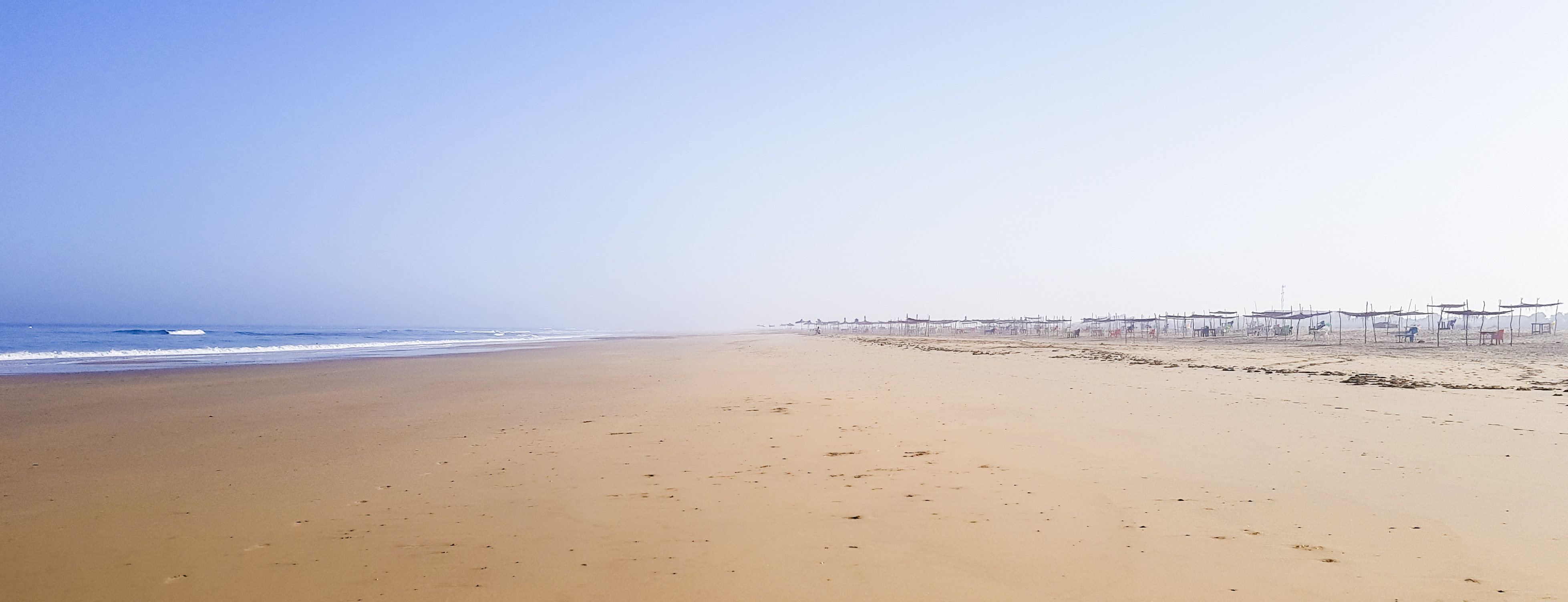
شاطئ دالاس بجماعة أقواس بريش

مع تزايد أهمية مدينة أصيلة العسكرية و التجارية ، فقد ميناء بريش مكانته السابقة كما قد طاله الإهمال و صار أثرا بعد عين . حاليا لمدشر بريش أهمية كبرى في مجال آخر و هو المجال السياحي حيث يتوفر المدشر على منتجع سياحي مع مؤهلات سياحية كبرى تتمثل في إطلاله على دلتا تاهدارت و المحيط الأطلسي ، و تواجد شاطئ رملي كبير و العديد من المواقع الأثرية القريبة بالإضافة إلى موقع القرية الفريد بين غابات تاهدارت و الشاطئ الأطلسي .

## الاقتصاد
تجعل المؤهلات الجغرافية للمنطقة من توفر السهول و الموارد المائية من أقواس بريش منطقة تعتمد من الناحية الاقتصادية على الفلاحة بشكل كامل و تبلغ المساحة المزروعة سنويا 1.991 هكتار تتوزع على عدة أصناف على النحو التالي :
| الصنف المزروع       | المساحة بالهكتار |
| ------------------- | ---------------- |
| الحبوب              | 1.103            |
| القطاني             | 82               |
| المزروعات التسويقية | 126              |
| الخضروات            | 76               |
| المساحة المشجرة     | 526              |
| الأعلاف             | 39               |

كما يحظى نشاط تربية المواشي باهتمام مماثل من طرف الساكنة ، و تتوزع رؤوس المواشي بالمنطقة حسب الآتي :
| الصنف   | عدد الرؤوس |
| ------- | ---------- |
| الأبقار | 1.855      |
| الأغنام | 4.618      |
| الماعز  | 804        |

## الديموغرافيا
من خلال إحصاء قدمه أوجست مولييراس في كتابه المغرب المجهول : اكتشاف جبالة ، كان عدد سكان المداشر المكونة للجماعة : 1375 نسمة خلال أواخر القرن التاسع عشر و قد استمر هذا العدد في الارتفاع طيلة القرن العشرين ليصل إلى : 4.294 نسمة في إحصاء 1994 و الذي تلاه انخفاض في عدد السكان بسبب ارتفاع وتيرة الهجرة ، ليصل عدد السكان إلى 4.132 نسمة في إحصاء 2004 ثم 3.988 نسمة في تقديرات 2013 .

## الدين
كل سكان الجماعة من المسلمين السنة المالكية ، مع تشبع كبير بالطرق الصوفية و بالأخص الطريقتين الريسونية و العليوية . و يتواجد بالجماعة 16 مسجدا موزعا على كافة المداشر بالجماعة .